# Transformers - La vendetta del caduto
Transformers - La vendetta del caduto (Transformers: Revenge of the Fallen) è un film del 2009 diretto da Michael Bay.
Basato sui giocattoli omonimi della società Hasbro, il film è il secondo capitolo della serie cinematografica dedicata ai Transformers, iniziata con Transformers e proseguita con Transformers 3, Transformers 4 - L'era dell'estinzione e Transformers - L'ultimo cavaliere. Come per il capitolo precedente, il regista e il produttore esecutivo sono ancora Michael Bay e Steven Spielberg.

## Trama
Alla squadra di Optimus Prime si sono uniti nuovi combattenti cybertroniani, rifugiatisi sulla Terra su invito proprio del leader della fazione. Gli autobot collaborano con gli enti governativi terrestri per stanare i decepticon rimasti sulla terra. Sam Witwicky intanto continua la sua vita normale insieme alla fidanzata Mikaela e al suo Autobot guardiano, Bumblebee.
Nel frattempo Soundwave, agente Decepticon superstite, intercetta una conversazione tra Optimus Prime e il consigliere Galloway, scoprendo che è rimasto un altro frammento dell'AllSpark, custodito in una base navale. Soundwave scopre inoltre che Megatron, dopo la sua morte, è stato gettato nell'Abisso Laurenziano, sorvegliato dalla marina militare. Il Decepticon invia quindi sulla Terra Ravage, una pantera robotica, con il compito di rubare la scheggia dell'AllSpark: Ravage entra furtivamente nella base e, con l'aiuto dell'agente decepticon Reedman, ne esce con il frammento, nonostante l'intervento tempestivo degli umani. I Decepticon guidati da Starscream raggiungono l'Abisso Laurenziano dove l'androide Scalpel riesce a riportare in vita Megatron.
Optimus riferisce a Sam del furto della scheggia del Cubo e gli chiede aiuto, informandolo del suo colloquio con il consigliere Galloway, ma il ragazzo, pretendendo una vita normale con i coetanei, si rifiuta di aiutarlo. Tuttavia Sam, da quando ha toccato un'altra scheggia dell'AllSpark trovata nella sua felpa, la quale accidentalmente ha già causato danni, ha iniziato a vedere strani simboli cybertroniani. Il ragazzo chiama al telefono Mikaela per metterla in guardia, e proprio in quel momento Wheelie, un piccolo Decepticon che si trasforma in un'auto radiocomandata, entra nell'officina dove lavora la ragazza e tenta di rubarle la scheggia, custodita in una cassaforte. Il robot viene scoperto da Mikaela, che gli brucia un occhio e lo rinchiude in una scatola di ferro. La ragazza, preoccupata per Sam, decide di raggiungere il fidanzato al college e parte con il primo aereo per Filadelfia. Giunta al college, Mikaela sorprende Sam nella sua camera proprio mentre viene costretto a baciarsi con Alice, una compagna di college. In quel momento, Alice si rivela essere un Transformer con sembianze umane ed inizia a seminare caos per tutta la scuola. Sam, Mikaela e il compagno di stanza Leo, capitato in camera per caso in quel momento, rubano un'auto e scappano, arrotando e uccidendo Alice durante il percorso. All'improvviso però sopraggiunge Grindor, un Decepticon con sembianze di elicottero che conduce i tre ragazzi ad una fabbrica abbandonata. Qui Megatron, con Scalpel, cerca di trovare nella mente di Sam una mappa per una nuova fonte di Energon, l'energia che dà vita ai Transformers. Proprio al momento opportuno, Optimus Prime e Bumblebee intervengono in soccorso del ragazzo. In un arduo combattimento presso una foresta, Optimus da solo deve tenere testa a Megatron, Starscream, Grindor e altri decepticon.
Subito dopo la morte di Grindor, Megatron colpisce Optimus alle spalle e lo uccide. Sul posto arrivano anche gli altri Autobot, ma ormai è troppo tardi: Megatron e Starscream scappano.
Sam riesce intanto a scappare con Bumblebee, Mikaela, Leo e i due Autobot gemelli, Skids e Mudflap; insieme vanno a trovare l'ex agente Simmons, che gestisce una macelleria dopo la chiusura del Settore 7, e che mostra loro l'esistenza di svariati transformers già da molto tempo. Grazie alla scheggia del cubo di Sam e alla guida di Wheelie, i protagonisti riattivano Jetfire, uno di questi transformers, che rivela di essere un Decepticon passato dalla parte degli Autobot e apre un portale per l'Egitto, dove si trova un'antica macchina costruita dai Prime chiamata Star Harvest che otterrebbe energon (la "linfa vitale dei Transformers") dal sole. Jetfire spiega inoltre che per attivare questa macchina è necessaria la Matrice del comando, un artefatto in possesso dei primi sette Prime, ma che uno di loro, da quel momento chiamato The Fallen, la rubò ai suoi fratelli, ma loro riuscirono a riprenderla e la custodirono in una tomba formata dai loro stessi corpi. Molti Decepticons, intanto, sbarcano sulla Terra, tra cui The Fallen, antico e malvagio maestro di Megatron, intenzionato a riprendere la Matrice. Sam e i suoi amici si recano intanto a Petra dove rinvengono, grazie alle indicazioni di Jetfire, la tomba dei Prime e la Matrice; capendo però che i Decepticons stanno arrivando, Sam chiama i militari e gli Autobot, che accorrono puntualmente, ma anche i Decepticons attaccano, dando inizio ad una violenta battaglia. Lo stesso Sam viene ucciso, ma riportato in vita grazie ai Prime, e con l'energia generata dalla Matrice riporta in vita anche Optimus. The Fallen però riesce ad impossessarsi dell'artefatto e attiva la macchina; intanto Jetfire, gravemente ferito, si sacrifica per potenziare Optimus, che corre ad affrontare The Fallen. Riesce prima a distruggere la Star Harvest, poi ferisce gravemente Megatron e uccide definitivamente The Fallen, causando la ritirata dei Decepticon. Finita la battaglia, mentre gli Autobot ritornano in America, Optimus ringrazia Sam per quanto fatto.

## Personaggi
- Optimus Prime
- Bumblebee
- Ratchet
- Ironhide
- Wheelie
- Arcee, Chromia, Elita One
- Sideswipe
- Jolt
- Skids, Mudflap
- Jetfire
- Megatron
- Megatronus Prime
- Soundwave
- Starscream
- Constructions
- Sideways
- Scalpel
- Alice
- Ravage
- Reedman
- Grindor

## Produzione
Prima della release internazionale di Transformers, il produttore Tom DeSanto dichiarò di avere in progetto numerosi film sui Transformers per introdurre meglio le storie dei Dinobots e dei Constructions.
Michael Bay prese in considerazione l'utilizzo di una portaerei come nuova macchina, poiché l'idea fu scartata nel primo film.
La Paramount Pictures ha dichiarato in settembre 2007 di distribuire la pellicola il 26 giugno 2009.
Shia LaBeouf, Megan Fox e Peter Cullen hanno confermato la loro presenza.
Il produttore Tom DeSanto ha richiesto nella sceneggiatura la presenza dei Dinobots, Constructicons e Soundwave, mentre il regista Michael Bay vorrebbe utilizzare una portaerei come nuovo tipo di Transformers.
È stato assunto lo sceneggiatore Ehren Kruger per adattare il film e sono stati riconfermati i precedenti aiuto-sceneggiatori Roberto Orci e Alex Kurtzman.
La sceneggiatura è stata soggetta a ritardi di completamento per via dello sciopero degli sceneggiatori di Hollywood iniziato il 5 novembre 2007 a cui hanno aderito anche Kruger, Orci e Kurtzman; ciò ha implicato l'utilizzo delle bozze sviluppate per non tardare ulteriormente la lavorazione.
Le riprese sono cominciate il 29 maggio 2008 a Los Angeles, California. Il tempio dove si trova la matrice del comando è invece il monastero El Deir, a Petra.
Il budget del film è stato di circa 200.000.000 $. Il titolo originale, "Revenge of the Fallen" si riferisce al personaggio malvagio del film, che in italiano viene chiamato grossolanamente The Fallen, quando bisognava tradurlo letteralmente, come nel titolo, essendo il suo soprannome "il Caduto".

## Distribuzione
Il film è uscito nelle sale degli Stati Uniti d'America il 24 giugno 2009 e in quelle italiane il 26 giugno dello stesso anno.

## Fumetti
- Come il predecessore, il film ha avuto una trasposizione a fumetti da parte della IDW Publishing e ben due prequel: Alliance (Alleanza) e Defiance (Sfida)[10]; il primo narra degli inizi della collaborazione tra umani e Autobot nel dare la caccia ai Decepticon, il secondo di come iniziò la guerra su Cybertron e coinvolge The Fallen, che opera insieme a Megatron manovrandolo come una marionetta.
- In Transformers: RotF Official Movie Prequel: Defiance #4, The Fallen fa delle rivelazioni importanti: sostiene di essere membro di una razza organica divenuta cibernetica grazie all'Allspark, che creò i Transformers come lavoratori; l'Allspark non ha un potere infinito, ma deve rigenerarsi; i primi Transformers esploravano lo spazio alla ricerca di stelle (soli) da cui prendere l'energia necessaria, poi costruivano un meccanismo per risucchiarla; ma The Fallen decise di tenerla solo per sé e tradì i suoi simili che, morendo, riuscirono ad imprigionarlo in un oggetto dalla forma simile all'emblema decepticon, finché Megatron non lo ha risvegliato; al momento del suo lancio nello spazio, l'Allspark si è diretta automaticamente verso il pianeta dove era stato costruito l'ultimo succhia-energia, la Terra. Il macchinario ora è invisibile perché gli antichi egizi edificarono una piramide intorno alla struttura stessa.

## Accoglienza

### Incassi
Nel primo fine settimana di programmazione in Italia il film ha guadagnato 3238466 €, negli USA ha incassato una cifra pari a 401790274 $, mentre nello stesso lasso di tempo in tutto il mondo il film ha raccolto una cifra che supera 430635467 $.
Al 15 ottobre 2009 il film realizza in tutto il mondo un incasso di 836303693 $ dollari, superando così l'incasso del precedente Transformers.

### Critica
Il film è stato accolto da recensioni molto negative da parte della critica, nonostante sia stato un successo finanziario, divenendo il secondo film più redditizio in Nord America e il quarantaquattresimo maggiore incasso nella storia del cinema. Tra le varie cose, i critici attaccarono pesantemente la sceneggiatura, la recitazione melodrammatica, la durata troppo lunga, e la regia. Su Rotten Tomatoes, il film registra un 19% di gradimento basato su 248 recensioni professionali, con un voto medio di 4.1/10, mentre Metacritic assegna al film 35/100 Metascore, basandosi su 32 critici e diverse recensioni.. Inoltre i personaggi di Skids e Mudflap sono stati definiti degli stereotipi razzisti.

## Riconoscimenti
- 2010 - Premio Oscar
  - Candidatura per il miglior sonoro a Greg P. Russell, Gary Summers e Geoffrey Patterson
- 2010 - Saturn Award
  - Candidatura per il miglior film di fantascienza
- 2009 - Satellite Award
  - Candidatura per il miglior suono a Erik Aadahl, Geoffrey Patterson, Greg P. Russell, Gary Summers e Ethan Van der Ryn
  - Candidatura per i migliori effetti visivi a Scott Benza, Wayne Billheimer, Scott Farrar e John Frazier
- 2010 - Nickelodeon Kids' Choice Awards
  - Candidatura per il film preferito
  - Candidatura per l'attore cinematografico preferito a Shia LaBeouf
  - Candidatura per l'attrice cinematografica preferita a Megan Fox
- 2009 - Razzie Awards
  - Peggior film
  - Peggior regista a Michael Bay
  - Peggior sceneggiatura a Ehren Kruger, Alex Kurtzman e Roberto Orci
  - Candidatura per la peggiore attrice protagonista a Megan Fox
  - Candidatura per la peggior attrice non protagonista a Julie White,
  - Candidatura per la peggior coppia a Shia LaBeouf e a scelta tra Megan Fox o qualsiasi Transformer
  - Candidatura per il peggior prequel, remake, rip-off o sequel
- 2009 - Scream Award
  - Miglior attrice in un film di fantascienza a Megan Fox
  - Miglior spaccatutto femminile a Isabel Lucas
  - Miglior F/X
  - Miglior urlo musicale a New Divide dei Linkin Park
  - Candidatura per il miglior urlo finale
  - Candidatura per il miglior film di fantascienza
  - Candidatura per il miglior attore in un film di fantascienza a Shia LaBeouf
  - Candidatura per il miglior cameo a Rainn Wilson
  - Candidatura per il miglior regista a Michael Bay
  - Candidatura per il miglior sequel
  - Candidatura per la miglior scena di combattimento (Optimus Prime contro The Fallen)

## Sequel
- Transformers 3 (2011)
- Transformers 4 - L'era dell'estinzione (2014)
- Transformers - L'ultimo cavaliere (2017)